# إيست هامبتون (كونيتيكت)
إيست هامبتون (بالإنجليزية: East Hampton, Connecticut) هي بلدة أمريكية تقع في الولايات المتحدة في كونيتيكت. يقدر عدد سكانها بـ 15,363 نسمة ومساحتها 95.3 كم2 وترتفع عن سطح البحر 108 متر.

## أعلام
- ألفرد لي لوميس
- جون ستيوارت
- إيرين برادي